# Guillermo Coria
Guillermo Sebastián Coria, també conegut amb el sobrenom de El Mago, (Rufino (Argentina), 13 de gener de 1982) és un ex-tennista argentí. Li van posar Guillermo de nom en honor del seu compatriota Guillermo Vilas. Els seus màxims ídols del tennis són el xilè Marcelo Ríos i el nord-americà Andre Agassi, en qui s'inspira per jugar.

## Torneigs de Grand Slam

### Finalista en individuals (1)
| Any  | Campionat     | Oponent a la final | Resultat a la final |
| 2004 | Roland Garros | Gastón Gaudio      | 6-0 6-3 4-6 1-6 6-8 |

## Títols (9)

### Individuals (9)
| Leyenda                |
| Grand Slam (0)         |
| Tennis Masters Cup (0) |
| ATP Masters Series (2) |
| ATP Tour (7)           |

| Núm. | Data                 | Torneig                 | Superfície   | Oponent a la final | Resultat    |
| ---- | -------------------- | ----------------------- | ------------ | ------------------ | ----------- |
| 1.   | 12 de febrer de 2001 | Viña del Mar, Xile      | Terra batuda | Gastón Gaudio      | 4-6 6-2 7-5 |
| 2.   | 12 de maig de 2003   | Hamburg, Alemanya       | Terra batuda | Agustín Calleri    | 6-3 6-4 6-4 |
| 3.   | 14 de juliol de 2003 | Stuttgart, Alemanya     | Terra batuda | Tommy Robredo      | 6-2 6-2 6-1 |
| 4.   | 21 de juliol de 2003 | Kitzbühel, Àustria      | Terra batuda | Nicolás Massú      | 6-1 6-4 6-2 |
| 5.   | 28 de juliol de 2003 | Sopot, Polònia          | Terra batuda | David Ferrer       | 7-5 6-1     |
| 6.   | 12 d'octubre de 2003 | Basilea, Suïssa         | Moqueta      | David Nalbandian   | W/O         |
| 7.   | 16 de febrer de 2004 | Buenos Aires, Argentina | Terra batuda | Carles Moyà        | 6-4 6-1     |
| 8.   | 19 de abril de 2004  | Montecarlo, Mònaco      | Terra batuda | Rainer Schuettler  | 6-2 6-1 6-3 |
| 9.   | 25 de juliol de 2005 | Umag, Croàcia           | Terra batuda | Carles Moyà        | 6-2 4-6 6-2 |

### Finalista en individuals (11)
- 2001: Mallorca (perd amb Alberto Martin)
- 2002: Costa do Sauipe (perd amb Gustavo Kuerten)
- 2003: Buenos Aires (perd amb Carles Moyà)
- 2003: Montecarlo AMS (perd amb Juan Carlos Ferrero)
- 2004: Miami AMS (perd amb Andy Roddick)
- 2004: Hamburg AMS (perd amb Roger Federer)
- 2004: Roland Garros (perd amb Gastón Gaudio)
- 2004: 's-Hertogenbosch (perd amb Michael Llodra)
- 2005: Montecarlo AMS (perd amb Rafael Nadal)
- 2005: Roma AMS (perd amb Rafael Nadal)
- 2005: Pequín (perd amb Rafael Nadal)

### Classificació en torneigs del Grand Slam
| Torneig            | 2006 | 2005 | 2004 | 2003 | 2002 | 2001 | 2000 | Títols |
| ------------------ | ---- | ---- | ---- | ---- | ---- | ---- | ---- | ------ |
| Open d'Austràlia   | 3r   | 4r   | 1r   | 4r   | -    | 2r   | -    | 0      |
| Roland Garros      | -    | 4r   | F    | SF   | 3r   | 1r   | 2r   | 0      |
| Wimbledon          | -    | 4r   | 2r   | 1r   | -    | 1r   | -    | 0      |
| US Open            | 1r   | QF   | -    | QF   | 3r   | -    | -    | 0      |
| Tennis Masters Cup | -    | RR   | RR   | RR   | -    | -    | -    | 0      |